# Četverokutni tabanski mišić
Četverokutni tabanski mišić (lat. musculus quadratus plantae) mišić je prednje strane stopala. Mišić inervira lat. nervus plantaris lateralis. 

## Polazište i hvatište
Mišić polazi s dvije glave:
- lateralna glava, polazi s petne kosti (plantarna strana) i s lat. ligamentum plantare longum
- medijalna glava, polazi s petne kosti (medijalna strana)

Mišićne glave idu naprijed, spajaju se i hvataju za tetivu dugačkog pregibača prstiju.